# شریف‌آباد (رفسنجان)
شریف‌آباد (رفسنجان)، روستایی از توابع بخش کشکوئیه شهرستان رفسنجان در استان کرمان ایران است.

## جمعیت
این روستا در دهستان شریف‌آباد قرار دارد و براساس سرشماری مرکز آمار ایران در سال ۱۳۸۵، جمعیت آن ۲٬۲۷۲ نفر (۵۵۴خانوار) بوده‌است.